# Acilius sinensis
Acilius sinensis är en skalbaggsart som beskrevs av Peschet 1915. Acilius sinensis ingår i släktet Acilius och familjen dykare. Inga underarter finns listade i Catalogue of Life.